# Gesang
Gesang atau lengkapnya Gesang Martohartono (Surakarta, Java Central, 1 de octubre de 1917 – Surakarta, Java Central, 20 de mayo de 2010), fue un cantante y compositor originario de Indonesia. Conocido como el maestro de "keroncong Indonesia", que fue famoso por su creación titulada «Solo» a través de sus canciones, también reconocido en el resto de Asia, especialmente en su natal Indonesia y Japón. La canción «Solo» fue una de sus creaciones que ha sido traducida a trece idiomas por lo menos, incluyendo inglés, chino y japonés.

## Composiciones de canciones
- Bengawan Solo
- Jembatan Merah
- Pamitan (la versión indonesia fue popularizada por Broery Pesulima)
- Caping Gunung
- Ali-ali
- Andheng-andheng
- Luntur
- Dongengan
- Saputangan
- Dunia Berdamai
- Si Piatu
- Nusul
- Nawala
- Roda Dunia
- Tembok Besar
- Seto Ohashi
- Pandanwangi
- Impenku
- Kalung Mutiara
- Pemuda Dewasa
- Borobudur
- Tirtonadi
- Sandhang Pangan
- Kacu-kacu